# 拉穆郡

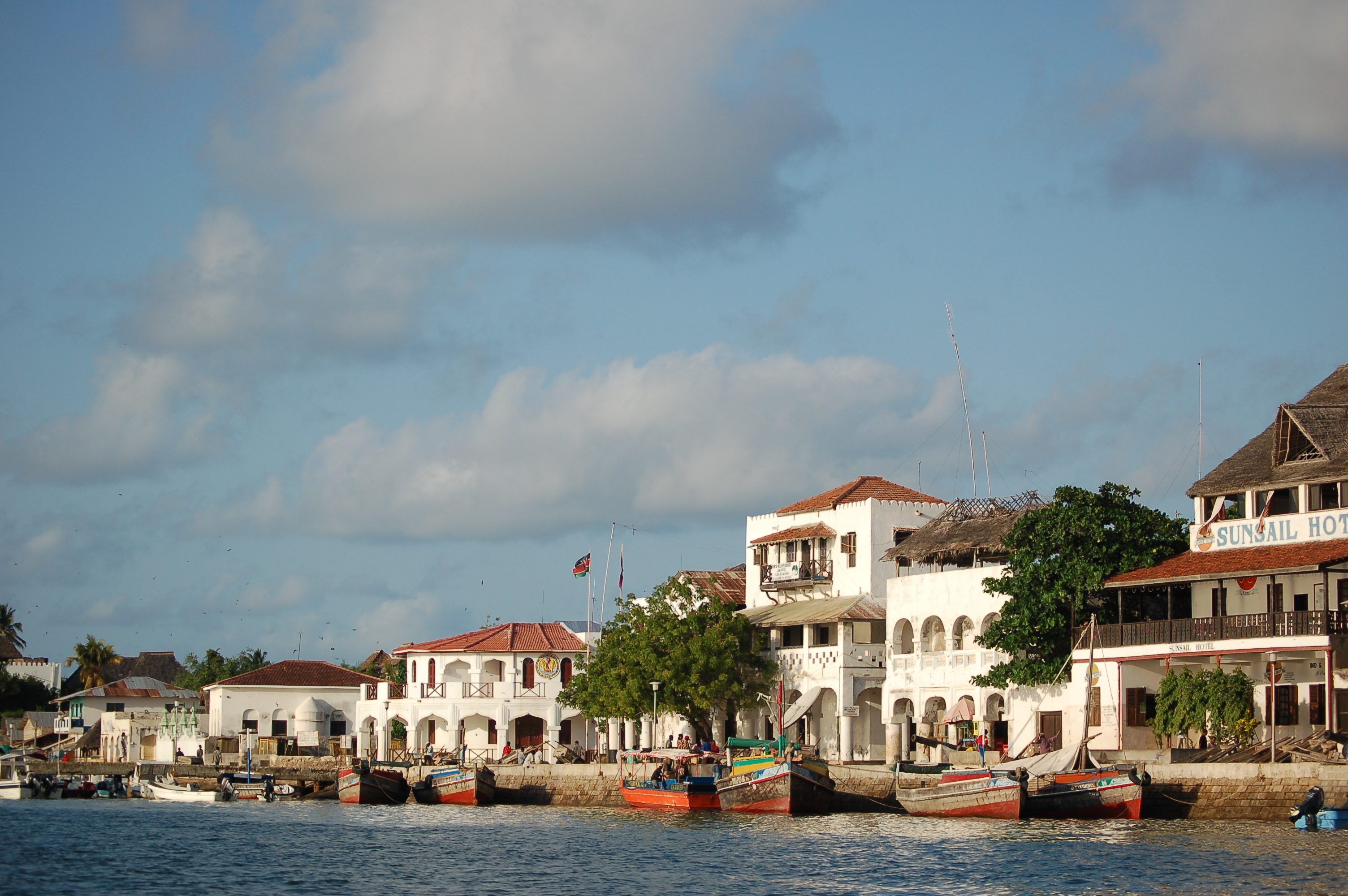

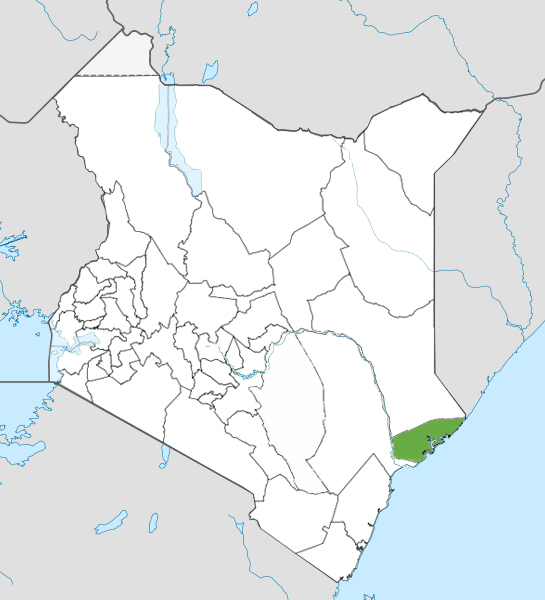

拉穆郡，是肯尼亚的一個郡，位於該國東部，首府設於拉穆，始建於2013年3月4日，面積6,497平方公里，2009年人口101,539，人口密度每平方公里15.63人。
2°18′0″S 40°42′0″E / 2.30000°S 40.70000°E